# Cseh-Szombati Dániel
Cseh-Szombati Dániel (1789 – Pest, 1815. május 21.) a királyi tábla jegyzője.

## Élete
Cseh-Szombati József unokaöccse volt, 1810-ben a debreceni református főiskolán ötödéves volt. Munkái:
1. Carmen dignis honoribus dni Josephi de Cseh Szombati fraterna pietate dicatum die 10. Martii 1810. H. n.
2. Epithalamium in nuptias augustas anni 1810.
3. Ill. dno Sigismundo Szögyény quum ad excelsam cameram imperialem promoveretur mense Januario anni 1815. Pestini.